# Targovisjte (stad)
Targovisjte (Bulgaars: Търговище, 'marktplaats'; Turks: Eski Cuma) is een stad (grad) en gemeente (obsjtina) in Bulgarije, en de hoofdstad van de gelijknamige oblast. Op 31 december 2019 telde de stad Targovisjte 35.344 inwoners, terwijl het stedelijk gebied, met de 51 nabijgelegen dorpen, zo’n 53.901 had.
Targovisjte ligt aan de voet van de Preslavberg, op beide oevers van de rivier de Vrana. Het bekendste product van Targovisjte is het wodka merk Vodka White Bear of in het Bulgaars Bjala Metsjka.

## Bevolking
Tussen 1910 en 1985 vervijfvoudigde de bevolking van de stad Targovisjte van zo'n 9.388 personen naar 46.043 personen. In het jaar 1989 bereikte het inwonersaantal een hoogtepunt van 47.798 inwoners. Na de val van het communisme, vanwege de ongunstige economische factoren, kwam een hevige emigratiestroom op gang, die tot op de dag van vandaag nog voortduurt. Hierdoor is de bevolking van Targovisjte en omgeving sterk verouderd. Op 31 december 2019 telde de stad Targovisjte 35.453 inwoners. 
| Jaar                 | 1887          | 1910          | 1934    | 1946    | 1956    | 1965    | 1975    | 1985    | 1989          | 1992    | 2001    | 2011    | 2019    |
| -------------------- | ------------- | ------------- | ------- | ------- | ------- | ------- | ------- | ------- | ------------- | ------- | ------- | ------- | ------- |
| stad Targovisjte     | 8 519         | 9 388         | 10 343  | 10 561  | 14 193  | 25 588  | 38 875  | 46 043  | 47 798        | 42 998  | 40 659  | 37 611  | 35 453  |
| gemeente Targovisjte | geen gegevens | geen gegevens | 50 489  | 48 451  | 48 144  | 58 807  | 68 153  | 71 034  | geen gegevens | 65 688  | 60 890  | 57 264  | 53 901  |
| oblast Targovisjte   | geen gegevens | geen gegevens | 171 586 | 174 956 | 163 956 | 170 210 | 172 288 | 165 943 | geen gegevens | 151 339 | 137 689 | 120 818 | 110 914 |

De gemeente Targovisjte bestaat, naast de stad Targovisjte, uit 51 dorpen op het platteland. De tien grootste dorpen in de gemeente Targovisjte zijn: Liljak (1044 inwoners), Kralevo (930 inwoners), Goljamo Novo (919 inwoners), Vardoen (890 inwoners), Bajatsjevo (759 inwoners), Strazja (726 inwoners), Roeëts (717 inwoners), Podgoritsa (684 inwoners), Boechovtsi (632 inwoners) en Tsjerkovna (632 inwoners).

### Bevolkingssamenstelling
De bevolking van de regio is vrij divers. In de stad Targovisjte vormen etnische Bulgaren zo’n 79% van de bevolking,
gevolgd door Bulgaarse Turken (18%) en de Roma (2%). In de gemeente Targovisjte is 62% etnisch Bulgaars, 28% is etnisch Turks en 7% is zigeuner. Op het platteland is het etnisch gezien een stuk diverser: 30% is Bulgaars, 48% is Turks en 18% is zigeuner.
| Bevolkingsgroep      | Bulgaren | Turken | Roma  |
| -------------------- | -------- | ------ | ----- |
| stad Targovisjte     | 27.825   | 6.222  | 633   |
| gemeente Targovisjte | 33.229   | 14.883 | 3.902 |
| oblast Targovisjte   | 58.371   | 38.231 | 7.767 |

### Religie
In de volkstelling van 1 februari 2011 was het invullen van een geloofsovertuiging optioneel. Van de 57.264 mensen die bij de volkstelling van 2011 in de gemeente Targovisjte werden geregistreerd, kozen 10.878 personen (19%) ervoor om hun religieuze overtuiging niet te specificeren. Onder de respondenten was de Bulgaars-Orthodoxe Kerk (58,8%) de grootste religieuze denominatie, gevolgd door de aanhangers van de islam (30,2%).
|                              | Aantal | Percentage (%) | Percentage (%) |
| 57264                        | Totaal | Respondenten   |                |
| ---------------------------- | ------ | -------------- | -------------- |
| Bulgaars-Orthodoxe Kerk      | 27268  | 47,62          | 58,78          |
| Katholieke Kerk in Bulgarije | 153    | 0,27           | 0,33           |
| Protestantisme               | 180    | 0,31           | 0,39           |
| Islam                        | 13974  | 24,40          | 30,13          |
| Overig                       | 47     | 0,08           | 0,10           |
| Onkerkelijk                  | 1311   | 2,29           | 2,83           |
| Geen antwoord                | 3453   | 6,03           | 7,44           |
| Onbekend                     | 10878  | 19,00          | -              |

## Sport
Voetbalclub PFK Svetkavitsa komt uit in de Professional A Football Group, Bulgarijes hoogste voetbaldivisie. Het team werkt zijn thuiswedstrijden af in het Dimitar Burkov-stadion, dat plaats biedt aan 10.000 toeschouwers.

## Nederzettingen
De onderstaande 51 dorpen vallen onder de administratieve grenzen van de gemeente Targovisjte:
| - Aleksandrovo (Александрово) - Alvanovo (Алваново) - Bajatsjevo (Баячево) - Bistra (Бистра) - Bozjoerka (Божурка) - Bratovo (Братово) - Boechovtsi (Буховци) - Boejnovo (Буйново) - Tsjerkovna (Черковна) - Dalgatsj (Дългач) - Davidovo (Давидово) - Draganovets (Драгановец) - Dralfa (Дралфа) - Goljamo Sokolovo (Голямо Соколово) - Goljamo Novo (Голямо Ново) - Gorna Kabda (Горна Кабда) - Koprets (Копрец) | - Kosjnitsjari (Кошничари) - Kralevo (Кралево) - Krasjno (Кръшно) - Liljak (Лиляк) - Lovets (Ловец) - Makariopolsko (Макариополско) - Makovo (Маково) - Miladinovtsi (Миладиновци) - Mirovets (Мировец) - Momino (Момино) - Nadarevo (Надарево) - Osen (Осен) - Ostrets (Острец) - Ovtsjarovo (Овчарово) - Pajdoesjko (Пайдушко) - Pevets (Певец) - Podgoritsa (Подгорица) | - Preselets (Преселец) - Presijan (Пресиян) - Presjak (Пресяк) - Proboeda (Пробуда) - Prolaz (Пролаз) - Ralitsa (Ралица) - Razbojna (Разбойна) - Rosina (Росина) - Roeëts (Руец) - Saedinenie (Съединение) - Strazja (Стража) - Tarnovtsa (Търновца) - Tsvetnitsa (Цветница) - Tvardintsi (Твърдинци) - Vardoen (Вардун) - Vasil Levski (Васил Левски) - Zdravets (Здравец) |

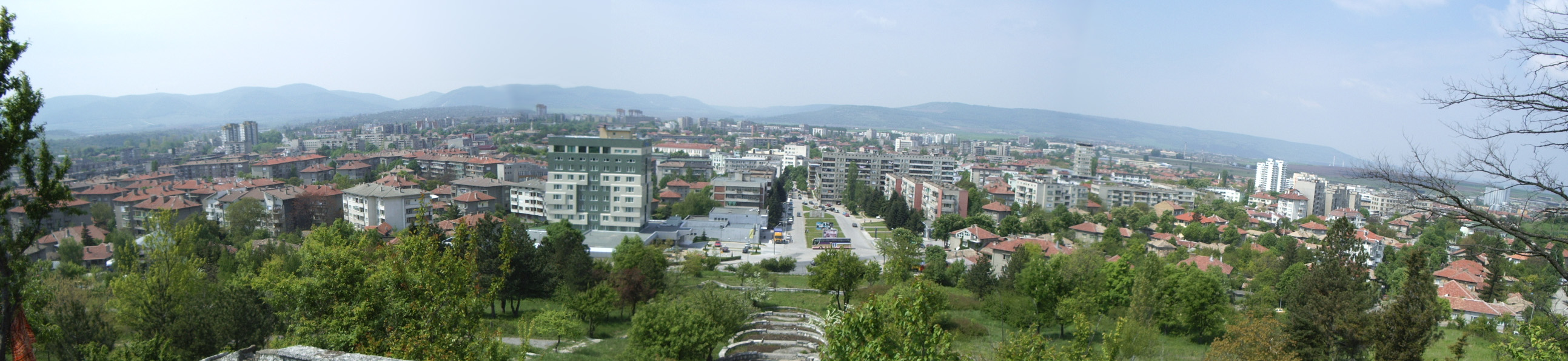
Panoramische weergave van de stad Targovisjte

## Zustersteden
- Bolhrad (Oekraïne)
- Cottbus (Duitsland)
- Kozani (Griekenland)
- Krasnodar (Rusland)
- Santa Maria da Feira (Portugal)
- Smolensk (Rusland)
- Suresnes (Frankrijk)
- Târgoviște (Roemenië)
- Waterloo (Verenigde Staten)

## Geboren
- Metin Kazak (29 juli 1972), politicus